# 薩利納斯 (波多黎各)
薩利納斯（西班牙語：Salinas）是波多黎各的城鎮，位於該島南部，始建於1851年6月22日，面積180平方公里，海拔高度5米，主要農產品有香蕉和木瓜，2010年人口31,078，人口密度每平方公里170人。